# Årby
Årby is een plaats in de Deense regio Seeland, gemeente Kalundborg, en telt 352 inwoners (2008).
- Virtual International Authority File: 247899219